# Karl Wilhelm Mittag
Karl Wilhelm Mittag (* 24. Dezember 1813 in Rammenau; † 29. April 1864 in Langebrück) war ein deutscher Lehrer und Organist in Heynitz und Langebrück. Mittag war der letzte Stadtchronist von Bischofswerda.

## Leben
Karl Wilhelm Mittag wurde 1813 in Rammenau geboren. Nach Abschluss der dortigen Kirchschule und des Fletcherschen Lehrerseminars in Dresden, das er von 1830 bis 1834 besuchte, arbeitete Mittag ab 1837 als Kirchschullehrer in Heynitz bei Meißen und ab 1862 in Langebrück. Er war Mitglied der Naturwissenschaftlichen Gesellschaft ISIS in Meißen und hatte Kontakt zur Oberlausitzischen Gesellschaft der Wissenschaften zu Görlitz. 
Mittags Chronik von Bischofswerda erschien 1861, 500 Jahre nach der Erteilung des Stadtrechtes an Bischofswerda, und „ging in ihrer Detailtreue und Vollständigkeit weit über ihre Vorgänger[, des Pirnaer Archidiakonus Michael Pusch von 1658/1659 und des Bischofswerdaer Kantors Christian Heckel aus dem Jahr 1713,] hinaus.“
Mittag veröffentlichte mehrere Gedichte im Sächsischen Erzähler.

## Schriften
- Überarbeitung von: K. W. Lotze: Religions- und Spruchbuch für evangelisch-lutherische Volksschulen mit Rücksicht auf Dr. Mart. Luthers kleinen Katechismus. 8. Auflage. Klinkicht, Meissen 1853.
- Handbuch zur Gewichtsreform in Sachsen. Die gesetzlichen Bestimmungen. Über Einführung eines allgemeinen Landesgewichts. Klinkicht, Meissen 1858.
- Chronik der königlich sächsischen Stadt Bischofswerda. Nach Acten des dasigen Rathauses und nach Urkunden des königlich sächsischen Haupt-Staats-Archivs, des Meißner Schrifts-Archivs und des geheimen Finanz-Archivs bearbeitet. Friedrich May, Bischofswerda 1861 (Digitalisat in der Google-Buchsuche).
  - Chronik der königlich sächsischen Stadt Bischofswerda. Von den Anfängen bis zur Übergabe der Stadt an das Kurhaus Sachsen 1559. Teil 1. Naumburger Verlagsanstalt, Naumburg 2005 (Nachdruck).
  - Chronik der königlich sächsischen Stadt Bischofswerda. Von der Übergabe der Stadt Bischofswerda an das Kurhaus Sachsen 1559 bis zur Gegenwart. Teil 2. Naumburger Verlagsanstalt, Naumburg 2005 (Nachdruck).